# Holodkî, Hmilnîk
Holodkî (în ucraineană Голодьки) este localitatea de reședință a comunei Holodkî din raionul Hmilnîk, regiunea Vinnița, Ucraina.

## Demografie
Componența lingvistică a localității Holodkî
     Ucraineană (99,16%)
     Alte limbi (0,85%)
Conform recensământului din 2001, majoritatea populației localității Holodkî era vorbitoare de ucraineană (99,16%), existând în minoritate și vorbitori de alte limbi.